# Selliguea brooksii
Selliguea brooksii är en stensöteväxtart som först beskrevs av Cornelis Rugier Willem Karel van Alderwerelt van Rosenburgh och som fick sitt nu gällande namn av Peter Hans Hovenkamp.
Selliguea brooksii ingår i släktet Selliguea och familjen Polypodiaceae. Inga underarter finns listade i Catalogue of Life.